# Lean (linguagem de programação)
 Lean é uma linguagem de programação funcional e assistente de prova. É um projeto de código aberto hospedado no GitHub. A linguagem foi primordialmente desenvolvida por Leonardo de Moura, doutor em ciências da computação pela PUC-Rio. O desenvolvimento foi realizado enquanto Leonardo trabalhava na Microsoft Research (hoje em dia na Amazon Web Services), e teve contribuições significativas de outros coautores e colaboradores.  Atualmente, o desenvolvimento é apoiado pela organização sem fins lucrativos Lean Focused Research Organization (FRO).